# Ron Flockhart
Ron Flockhart (Edinburgh, 16 de junio de 1923-Dandenong, Victoria, 12 de abril de 1962) fue un piloto de automovilismo británico. En Fórmula 1 disputó 14 Grandes Premios y obtuvo un podio. Ganó las 24 Horas de Le Mans 1957 junto a Ivor Bueb sobre un Jaguar.

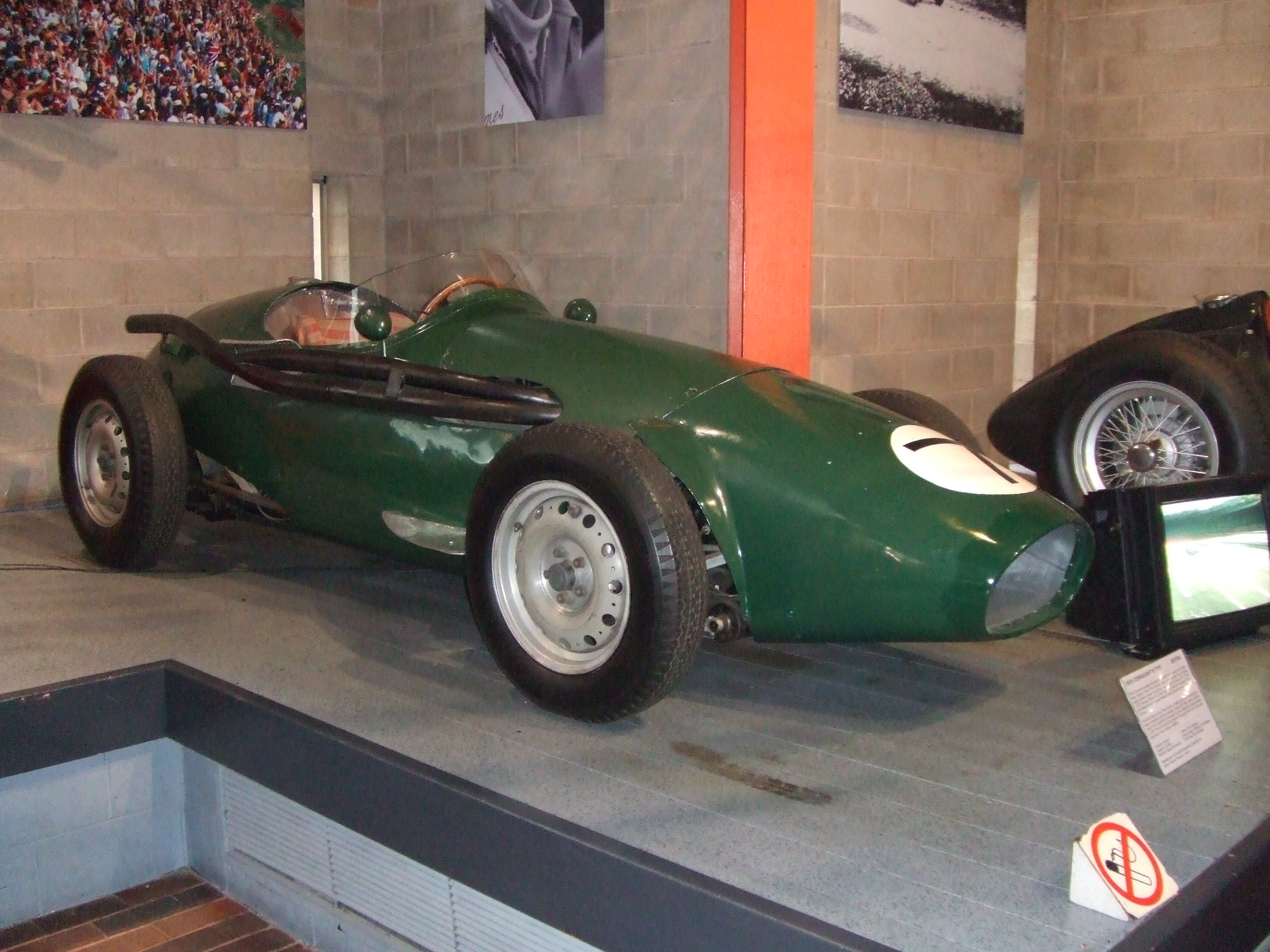
Connaught B, como el que usó en Italia 1956.

## Resultados

### Fórmula 1
(Clave) (negrita indica pole position) (cursiva indica vuelta rápida)

| Año     | Escudería                 | 1       | 2       | 3   | 4       | 5        | 6       | 7     | 8      | 9   | 10      | 11      | Pos. | Puntos |
| ------- | ------------------------- | ------- | ------- | --- | ------- | -------- | ------- | ----- | ------ | --- | ------- | ------- | ---- | ------ |
| 1954    | Prince Bira               | ARG     | 500     | BEL | FRA     | GBR Ret‡ | GER     | SUI   | ITA    | ESP |         |         | NC   | 0      |
| 1956    | Owen Racing Organisation  | ARG     | MON     | 500 | BEL     | FRA      | GBR Ret | GER   |        |     |         |         | 14.º | 4      |
| 1956    | Connaught Engineering     |         |         |     |         |          |         |       | ITA 3  |     |         |         | 14.º | 4      |
| 1957    | Owen Racing Organisation  | ARG     | MON Ret | 500 | FRA Ret | GBR      | GER INJ | PES   | ITA    |     |         |         | NC   | 0      |
| 1958    | R.R.C. Walker Racing Team | ARG     | MON DNQ | NED | 500     |          | FRA     | GBR   | GER    | POR | ITA     |         | NC   | 0      |
| 1958    | Owen Racing Organisation  |         | MON DNP |     |         | BEL DNP  |         |       |        |     |         | MAR Ret | NC   | 0      |
| 1959    | Owen Racing Organisation  | MON Ret | 500     | NED | FRA 6   | GBR Ret  | GER     | POR 7 | ITA 13 | USA |         |         | NC   | 0      |
| 1960    | Team Lotus                | ARG     | MON     | 500 | NED     | BEL      | FRA 6   | GBR   | POR    | ITA |         |         | 25.º | 1      |
| 1960    | Cooper Car Company        |         |         |     |         |          |         |       |        |     | USA Ret |         | 25.º | 1      |
| Fuente: |                           |         |         |     |         |          |         |       |        |     |         |         |      |        |